# Туан мак Карелл
Туан мак Карелл (ирл. Tuan mac Cairill) — персонаж ирландской мифологии, один из первопоселенцев Ирландии.

## Легенда

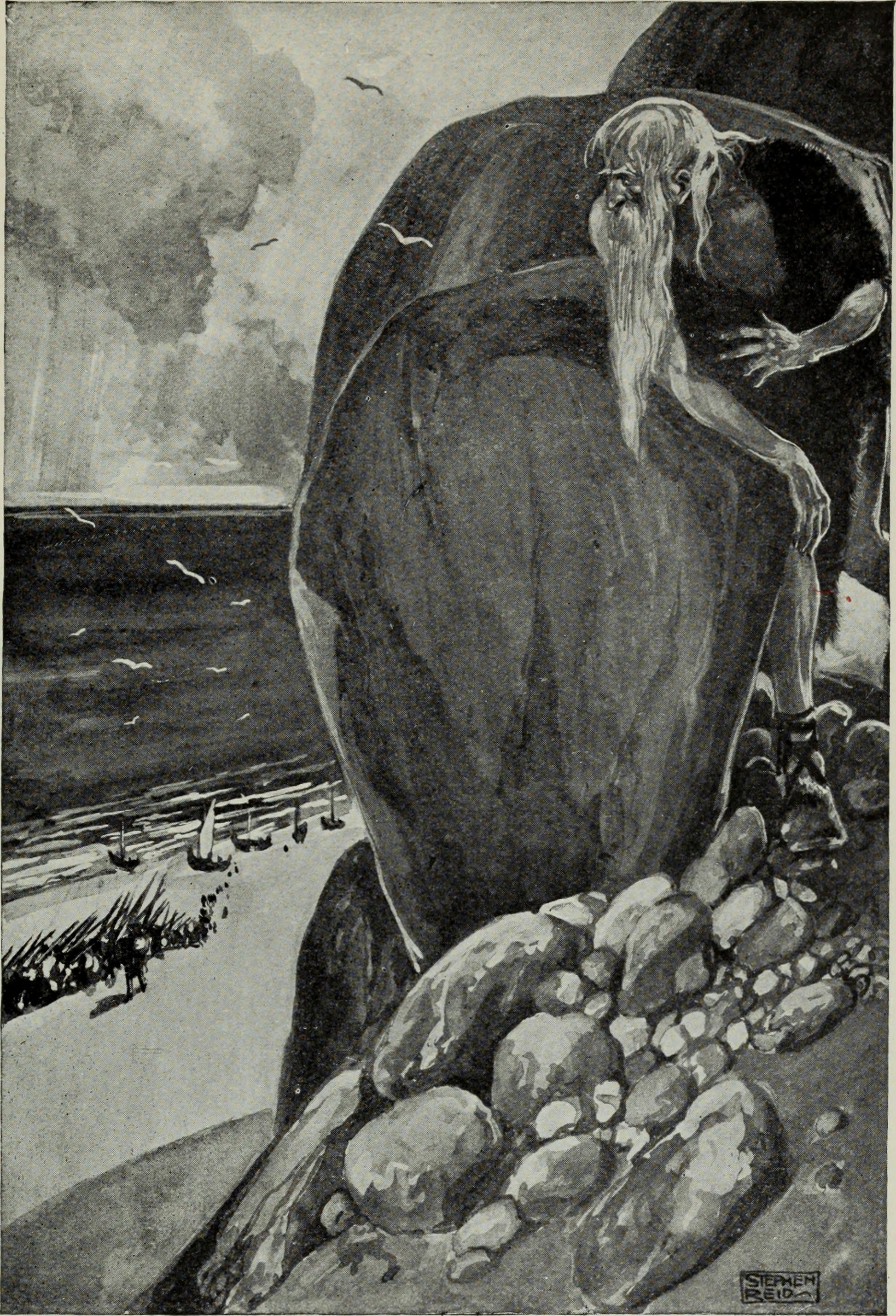
Туан наблюдает высадку людей Немеда

Scél Tuáin meic Cairill («История Туана, сына Карелла») — древнеирландская прозаическая повесть IX века, сохранившаяся в «Книге Бурой Коровы» и некоторых других рукописях. По сюжету, святой Финниан Мовильский (VI в.) неподалёку от своего аббатства Мовилла в Ульстере встречает отшельника по имени Туан, и тот рассказывает ему свою историю.
Туан был сыном Старна, брата Партолона, предводителя первого племени, заселившего Ирландию после Потопа. Все люди Партолона, кроме Туана, погибли от морового поветрия, и он прожил на острове в одиночку двадцать два года. Туан видел со скалы высадку Немеда и бежал от него. Одряхлевший, заросший, нагой и измождённый, он заснул, а наутро проснулся в облике молодого оленя и стал королём оленей Ирландии. Таинственная гибель постигла всех людей Немеда, а Туан, одряхлев, пережил новое превращение — в дикого кабана, короля кабаньих стад Ирландии. В этом образе он был свидетелем прибытия Фир Болг. Вновь по достижении дряхлости он сменил облик — стал орлом (варианты — большим ястребом, орланом, бакланом) — и видел приход Племён богини Дану и сыновей Миля. Затем Туан превратился в лосося.
Все превращения Туана происходили в Ульстере, и, предчувствуя очередное изменение, он всякий раз возвращался туда, удалялся в пещеру, постился и засыпал, а просыпался уже обновлённым.
Некоторое время Туану-лососю удавалось избегать когтей хищников и рыбацких сетей, но в конце концов он был пойман, приготовлен и подан жене короля Карелла, которая съела его целиком одна и забеременела. В её чреве он слышал всё, что происходит вокруг, и знал всё, что творится в Ирландии. Он родился человеком, сохранив все воспоминания о предыдущих жизнях и был назван Туаном, сыном Карелла. Снова дожив до старости, он принял крещение от святого Патрика и поведал свою историю ему, как и святому Колум Килле.

## Интерпретации

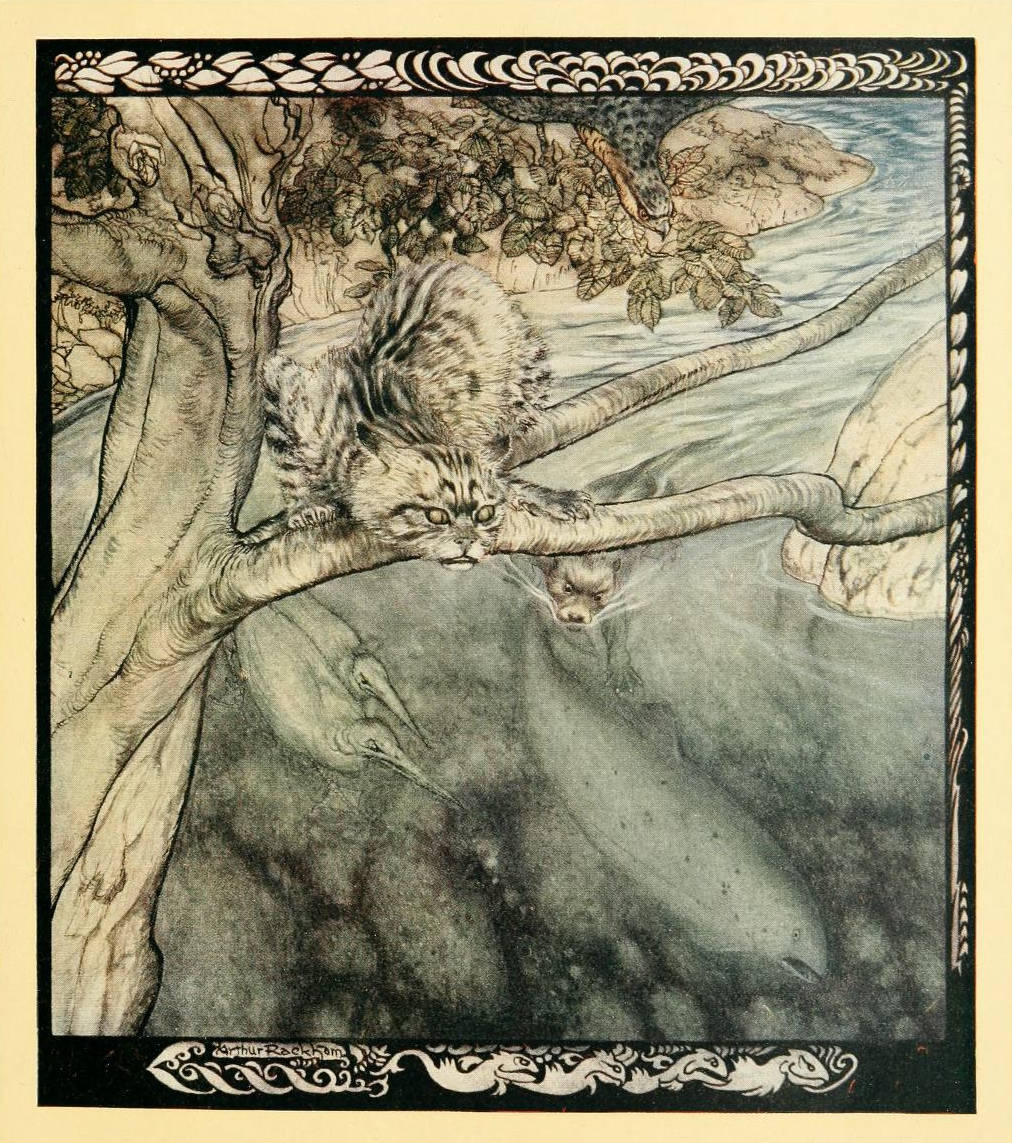
Туан в облике лосося

Существует предположение, что Туан был придуман ирландскими грамотеями IX в., как аналог Финтана мак Бохра. Как и Туан, Финтан выступает свидетелем предвечных времён. Возможно, прообразом обоих послужил дохристианский персонаж, представляющий одну из ипостасей бога знания — Лосося (ср. Лосось Мудрости). Мотив отразился в валлийской повести «Килух и Олвен» в эпизоде обращения за знанием к Старейшим животным острова Британии — Дрозду, Оленю, Сове, Орлу и древнейшему из них — Лососю.
Превращения Туана сопоставляются с друидическим путешествием по оси мира, описанным в ирландской поэме VII в. «Разговор друида Брана и провидицы Февала». Тело друида остаётся в мире людей, среднем мире, в то время как его знание взмывает к облакам, в верхний мир, а затем ныряет в колодец, в нижний мир. Туан существует как олень и кабан в среднем мире, затем становится птицей, обитающей в верхнем мире, и, наконец, лососем, принадлежащем нижнему миру. Сходные превращения и перемещения претерпевают два свинопаса Фриух и Рухт из ирландского эпоса «Похищение быка из Куальнге» и мальчик Гвион Бах из валлийского предания. Свинопасов в виде червей в итоге проглатывают коровы и рождают чудесных быков Финдбенаха и Донна; мальчика, обратившегося в зерно, склёвывает Керидвен-курица и рождает Талиесина.